# 구림중학교 (전북)
구림중학교(龜林中學校)는 대한민국 전북특별자치도 순창군 구림면 운남리에 있는 공립 중학교이다.

## 학교 연혁
- 1969년 12월 2일 : 6학급 설립인가 (중학교)
- 1970년 3월 18일 : 개교식 및 입학식 (중학교)
- 1994년 12월 31일 : 다목적 교실 준공 (중학교)
- 2010년 3월 1일 : 구림초·중학교 통합운영
- 2020년 9월 1일 : 제5대 이숙희 교장 부임
- 2024년 2월 2일 : 구림중학교 제52회 졸업(총 4,696명)
- 2024년 3월 1일 : 중학교 3학급 편성

## 참고 자료
- 구림중학교 - 한국교육학술정보원 학교알리미